# بوب بيرس (مدرب كرة سلة)
بوب بيرس (بالإنجليزية: Robert Pierce)‏ هو مدرب كرة سلة أمريكي، ولد في 1 أغسطس 1960 في بورتلاند في الولايات المتحدة.